# Kutia

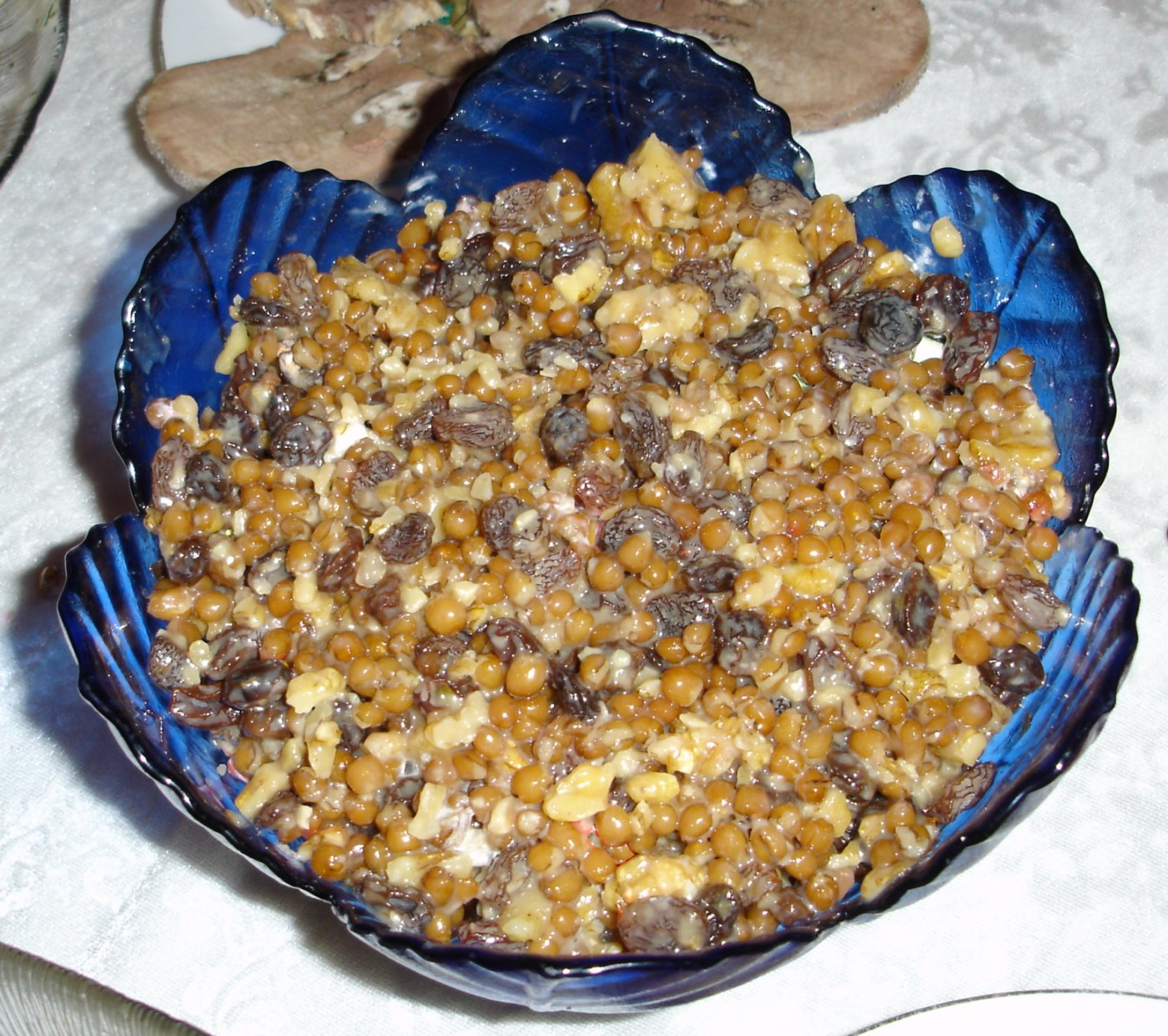
Kutia z orzechami i rodzynkami

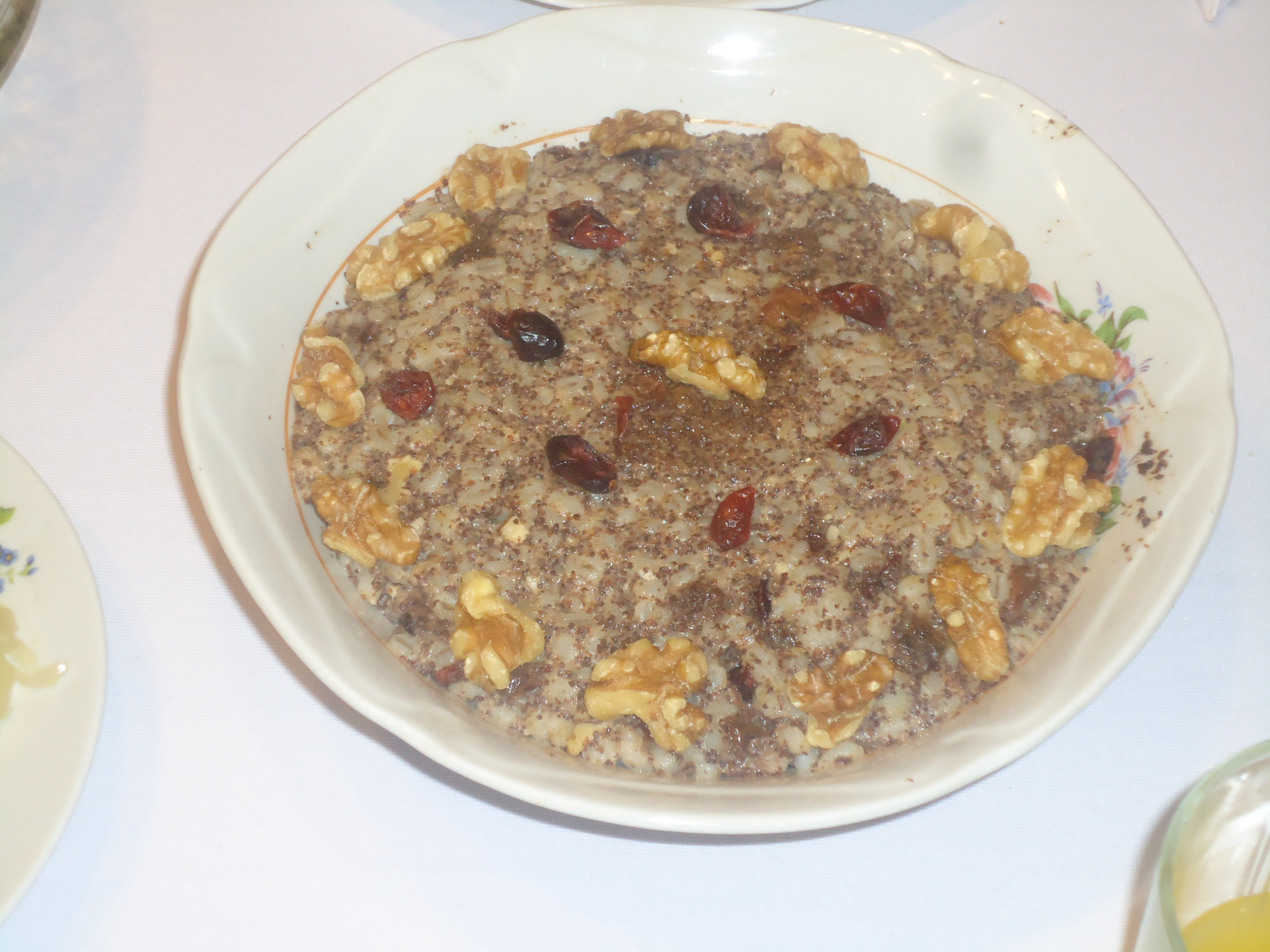
Kutia z orzechami i rodzynkami

Kutia – tradycyjna potrawa kuchni ukraińskiej, białoruskiej, rosyjskiej, litewskiej i polskiej kuchni kresowej. Obecnie jest przyrządzana na Białostocczyźnie, Lubelszczyźnie, przygranicznych powiatach województwa podkarpackiego, a także przez Kresowian i ich potomków w różnych częściach Polski.
Nazwa pochodzi od słowa ukraińskiego (z greki) kókkos – pestka, ziarno, chociaż ludowa etymologia wskazuje na słowo kut – kąt. Choć pochodzi z Ukrainy, obecnie jest jedną z 12 potraw tradycyjnie wchodzących w skład wschodniosłowiańskiej wieczerzy wigilijnej. Jada się ją głównie w okresie świąt Bożego Narodzenia i Nowego Roku.
Zwyczajowo robiona jest z obtłuczonej pszenicy, ziaren maku, słodu, miodu, bakalii: różnorakich orzechów, rodzynek i innych dodatków. W wielu przepisach uwzględnia się mleko lub śmietankę do polania. Współcześnie używa się też składników, które niegdyś nie były tak popularne i dostępne, takich jak kawałki kandyzowanej skórki pomarańczowej czy migdały.
Na Białorusi oprócz pszenicy kutię gotuje się z kaszy jęczmiennej (pęczak), ale czasami także z ryżu. Szeroko rozpowszechniona jest kutia na słono z samych ziaren bądź z dodatkiem maku, ale bez miodu i bakalii. Oprócz okresu noworocznego, kutię spożywano na Dziady oraz stypę. Uważana była także za ulubioną potrawę Ziuzi – białoruskiej personifikacji zimy i chłodu. Substytutem kutii są łamańce z makiem.

## Przygotowanie pszenicy
Ziarna pszenicy otoczone są twardą łuską. Przed gotowaniem należy ją usunąć, co jest czynnością dość długą i trudną, tradycyjnie wykonywaną jednak na wsiach ręcznie. Ziarna, po lekkim zwilżeniu, wsypuje się do woreczka z lnianego płótna i zawiązuje. Drewnianą pałką tłucze się worek na twardym podłożu. Co kilka minut worek należy rozwiązać i zawartość skropić lekko zimną wodą, co sprawia, że łuski łatwiej odchodzą od ziaren. Ręczna obróbka ok. 1 kg zajmuje 15–30 minut. Po czym ziarna przepłukuje się wodą na rzadkim sicie, by oddzielić oderwane łuski.